# Science-Fiction-Jahr 1865
Übersicht

◄◄ | ◄ | 1861 | 1862 | 1863 | 1864 | Science-Fiction-Jahr 1865 | 1866 | 1867 | 1868 | 1869 | ► | ►►

Weitere Ereignisse

## Neuerscheinungen Literatur
| Deutscher Titel       | Deutschsprachiges Erscheinungsjahr | Originaltitel         | Autor       | Anmerkungen |
| --------------------- | ---------------------------------- | --------------------- | ----------- | ----------- |
| Von der Erde zum Mond | 1873                               | De la Terre à la Lune | Jules Verne |             |

## Geboren
- Alexander von Gleichen-Rußwurm († 1947)
- Carl Grunert († 1918)
- Max Halbe († 1944)
- Fred T. Jane († 1916)
- Siegfried Lichtenstaedter († 1942)
- Max Osterberg († 1938)
- Paul Pflüger († 1947)
- M. P. Shiel († 1947)